# Pternistis nobilis
El francolín noble (Pternistis nobilis) es una especie de ave galliforme de la familia Phasianidae propia de África central. 

## Descripción
Mide hasta 35 cm de largo, siendo un francolin terrestre del bosque. Su plumaje es color marrón rojizo, su cabeza es gris, el pico y patas son rojas, su iris es marrón, la piel desnuda orbital es roja y su zona inferior es gris rufa. Ambos sexos son similares. La hembra es algo más pequeña que el macho. El plumaje de los juveniles es un poco opaco.

## Distribución
Habita en los bosques montanos el este de la República Democrática del Congo, suroeste de Uganda y las fronteras entre  Burundi y Ruanda. Es un ave tímida y elusiva, a menudo difícil de observar. Su dieta consiste de semillas.